# Prokurist
Prokurist (nem. Prokurist iz latin. procurator; namestnik, pooblaščenec) je pooblaščenec, ki ima pooblastilo za opravljanje določenih pravnih poslov v zvezi s poslovanjem podjetja, banke ali kake druge ustanove.

## Zgodovinski pomen besede
- prokurator (latinsko procurator, mn. procuratores)[1] je bil visok uradnik (ne magistrat) Rimskega cesarstva, zadolžen za finančne zadeve province, ali guverner majhne cesarske province[2]
- v srednjeveških Benetkah eden izmed dveh najvišjih državnih uradnikov, izmed katerih so volili doža
- nekdaj pooblaščenec, oskrbnik, upravnik, zastopnik[3]